# Abdallah Mohamed
Abdallah Mohamed (geb. vor 1976; gest. 3. Februar 2000 in Mutsamudu auf der Insel Anjouan) war ein komorischer Politiker. Er diente, möglicherweise nur nominell, in der Übergangszeit vom 6. Januar 1976 bis zum 22. Dezember 1978 als Premierminister.
Er war ein Neffe von Mohamed Ahmed und in einer politisch sehr unruhigen Zeit im Amt. Ahmed Abdallah war 1975 zum ersten Präsidenten der unabhängigen Komoren (État Comorien) gewählt worden. Er wurde jedoch von Said Mohamed Jaffar abgesetzt und Jaffar wiederum wurde 1976 von Ali Soilih vertrieben. 
In dieser Zeit wurde Abdallah Mohamed Premierminister. Aber auch diese Regierung hielt nicht lange. Am 25. Oktober 1978 ernannte Ahmed Abdallah sich selbst erneut zum Präsidenten und gab dieses Amt bis zu seinem Tode nicht mehr ab. Damit wurde die Federal and Islamic Republic of Comoros gegründet. Nach der Absetzung von Ali Soilih war Abdallah Mohamed nur noch knapp zwei Monate im Amt, bis er von Ahmed Abdallah entlassen wurde.